# Waregem

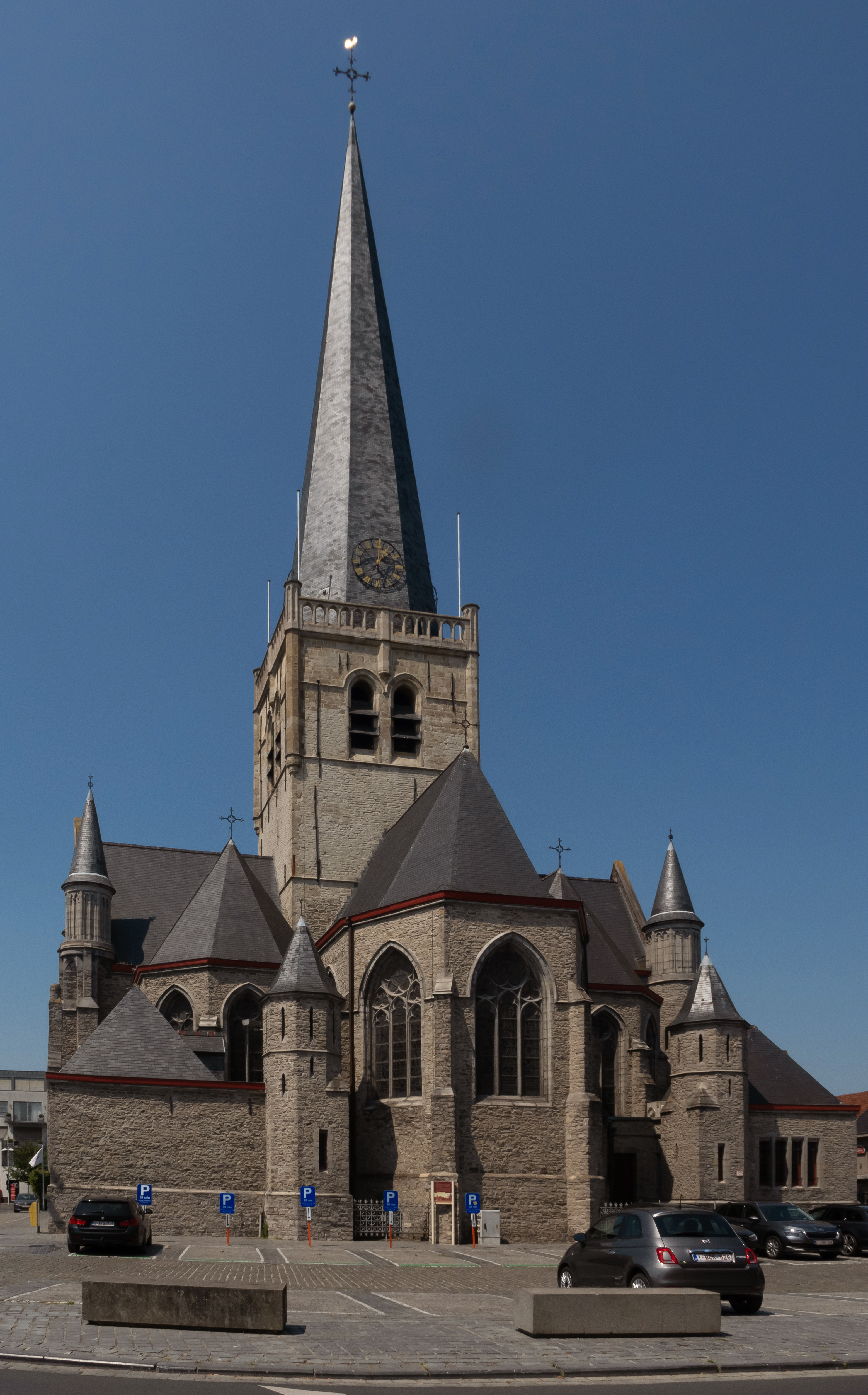
Waregem, Kirche: die Sint-Amandus-und-Blasius Kerk

Waregem ist eine Stadt in der Provinz Westflandern in der Region Flandern in Belgien und ist Teil des Bezirks Kortrijk. Sie hat 39.997 Einwohner (Stand 1. Januar 2024) und eine Fläche von 44,34 km².

## Politik

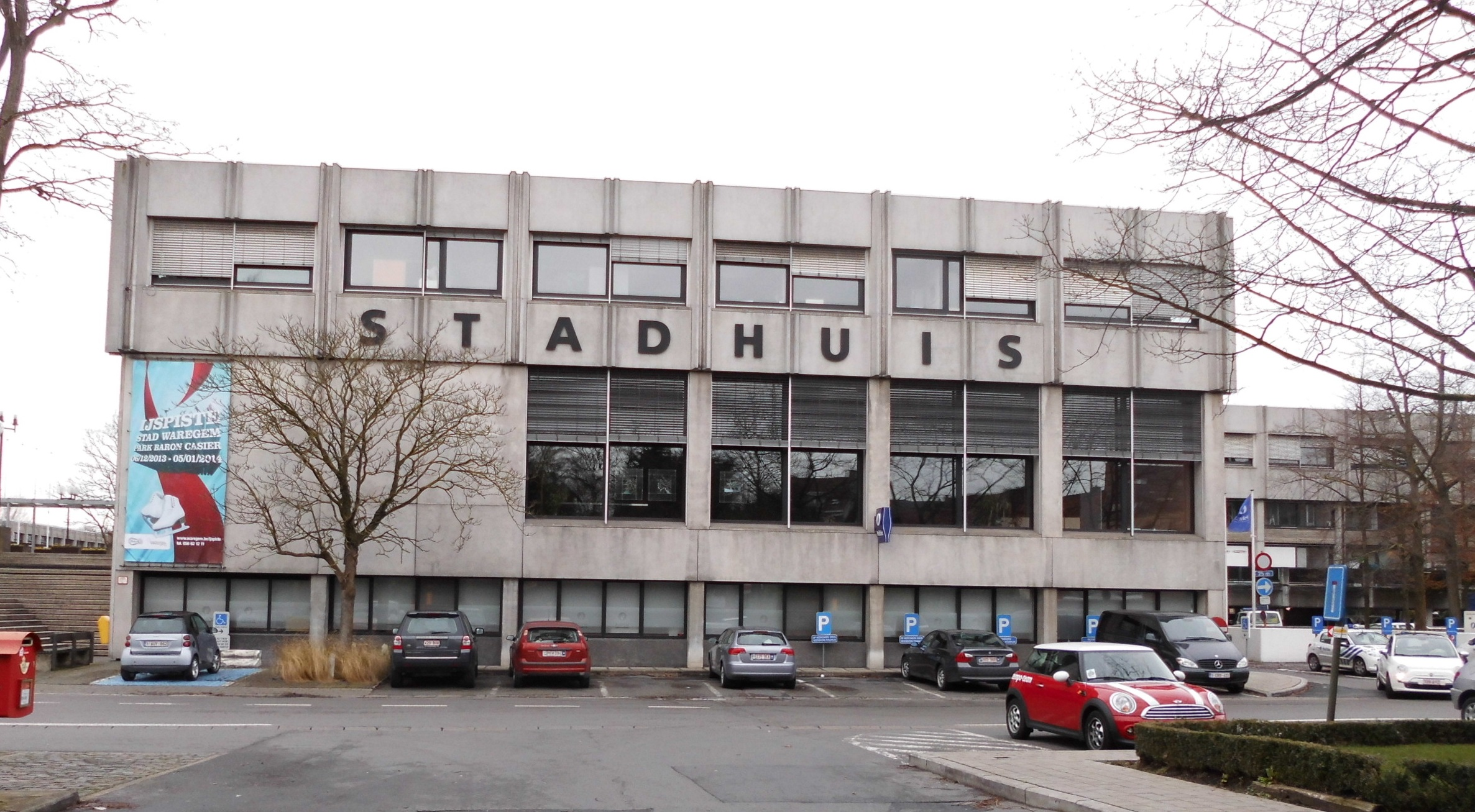
Stadtverwaltung von Waregem

### Bürgermeister
Bei den Gemeinderatswahlen 2006 erreichte die Partei Christen-Democratisch en Vlaams (CD&V) die absolute Mehrheit mit 60 % der Stimmen. Als Bürgermeister wurde Kurt Vanryckeghem, Sohn des ehemaligen Bürgermeisters Jozef Vanryckeghem, gewählt.

### Stadtrat
- Vooruit: 0
- Groen: 3
- VLD: 2
- CD&V: 18
- N-VA: 6
- VB: 4

Auch nach der Wahl 2024 hatte die Partei CD&V mit rund 45 % der Stimmen und 18 der 33 Sitze die absolute Mehrheit.
- Vooruit: 7
- Groen: 8
- Vooruit – OpenVLD-NVA: 12
- VLD: 8
- OVLD-NVA: 7
- CD&V: 101
- N-VA: 12
- VB: 10

Auch hier hat CD&V eine absolute Mehrheit mit rund 61 % aller 165 Sitze.
- CD&V: 101
- Vooruit – OpenVLD-NVA: 12
- N-VA: 12
- VB: 10
- Groen: 8
- VLD: 8
- Vooruit: 7
- OVLD-NVA: 7

## Sport
Fußball
Das Regenboogstadion in Waregem ist die Heimstätte des Fußballzweitligisten SV Zulte-Waregem.
Radsport
Im Jahr 1957 war Waregem Gastgeber der UCI-Straßen-Weltmeisterschaften und 2007 Startort der 3. Etappe der Tour de France.
Waregem ist Zielort des Eintagesrennen Quer durch Flandern. Im Ortsteil Desselgem wird jährlich das Radrennen GP Briek Schotte ausgetragen.
Pferdesport
In Waregem befindet sich die Pferderennbahn Hippodroom Waregem („Gaverbeek Hippodroom“), auf der jedes Jahr das Hindernisrennen Koerse Waregem vor über 40.000 Zuschauern stattfindet.

## Söhne und Töchter der Stadt
- Emile Claus (1849–1924), Bildhauer und Maler
- Gerard Verbeke (1910–2001), Philosophieprofessor
- Roger Desmet (1920–1987), Radrennfahrer
- Armand Desmet (1931–2012), Radrennfahrer
- Lucien De Munster (* 1932), Radrennfahrer
- Elias Gistelinck (1935–2005), Komponist und Musikproduzent
- Luc Millecamps (* 1951), Fußballspieler
- Philippe Desmet (* 1958), Fußballspieler
- Ann Demeulemeester (* 1959), Modedesignerin
- Dick Norman (* 1971), Tennisspieler
- Francky Vandendriessche (* 1971), Fußballtorhüter
- Jochen Deweer (* 1991), Radrennfahrer
- Pamphiel Pareyn (* 1991), Duathlet und Triathlet
- Jana Coryn (* 1992), Fußballspielerin
- Jonas Rickaert (* 1994), Radsportler
- Igor Decraene (1996–2014), Radrennfahrer